# Яковлєв Ігор Вікторович (кінооператор)
Яковлєв Ігор Вікторович — радянський і український кінооператор. Член Національної спілки кінематографістів України.

## Життєпис
Народився 30 червня 1956 року в Києві у родині журналістів.
Закінчив Київський державний інститут театрального мистецтва ім. І. Карпенка-Карого.
Працює на телеканалі «Інтер».
Зняв цикли передач «Мелорама», «Міські новини», «Давайте обговоримо». 

## Фільмографія
- 1983 — «Вечори на хуторі біля Диканьки» (2-й оператор у співавт.)
- 1987 — «Випробувачі» (2-й оператор; реж. О. Бійма)

Оператор-постановник:
- 1985 — «Суєта» (фільм-спектакль; у співавт.)
- 1989 — «Поза межами болю» (у співавт. з Миколою Гончаренком)
- «По курсу Арктика»
- 1991 — «Прорив»
- 1993 — «Місяцева зозулька»